# 5 av. J.-C.
Cette page concerne l'année 5 av. J.-C. du calendrier julien.

## Événements
- 11 Avril, Caius Crispius Hilarus, accompagnés de ses nombreux descendants fait un sacrifice au capitole[1].
- Sabinus est nommé légat en Syrie (fin en 4 av. J.-C.)[2].
- Présentation de Caius César, fils de Julie, proclamé prince de la jeunesse, au Sénat et aux chevaliers[3]. Le peuple le désigne comme consul pour l’année 1 apr. J.-C., où il atteindra ses vingt ans.

- Date légendaire de la construction du temple d'Ise à Yamada au Japon, siège du shintoïsme[4].

## Naissances
- 15 janvier : Guangwudi, empereur de Chine de la dynastie Han[5].

## Décès
- Marcus Porcius Latro (en), rhéteur d’origine espagnole.